# Футбольна асоціація Єгипту
Футбольна асоціація Єгипту (араб. الاتحاد المصري لكرة القدم‎, англ. Egyptian Football Association) — організація, що здійснює контроль та управління футболом в Єгипті. Розташовується в столиці держави — Каїрі. ФАЄ заснована 1921 року, вступила до ФІФА 1923 року, а у КАФ — 1957 року, відразу після створення організації. У 1974 році також стала одним із членів-засновників УАФА. У 2005—2009 член УНАФ. Асоціація організує діяльність та управляє національними збірними з футболу (чоловічою, жіночою, молодіжними). Під егідою асоціації проводиться чемпіонат країни, кубок країни та багато інших змагань.